# Antonia Rizzo
Antonia Rizzo, más conocida como Nina (Rosario, 1929 - La Plata, 24 de octubre de 2008) fue una historiadora y arqueóloga argentina, investigadora científica especialista en las culturas prehispánicas del Noreste argentino y de cementerios desde un enfoque de la antropología de la muerte. 

## Biografía
Antonia Rizzo estudió la carrera de Historia en la Facultad de Filosofía, Letras y Ciencias de la Educación de la Universidad del Litoral, recibiéndose como profesora en 1956, continuando luego sus estudios realizando su doctorado en Historia en la misma casa de estudios en 1968, dirigida por Eduardo Mario Cigliano. 
Desde la década de 1970 y hasta su muerte en 2008 se desempeñó en la Facultad de Ciencias Naturales y Museo de la Universidad Nacional de La Plata como ayudante diplomada, jefa de Trabajos Prácticos y profesora en numerosas cátedras: Arqueología Argentina, Arqueología Americana (Culturas precerámicas), Prehistoria del Viejo Mundo, Prehistoria General, Prehistoria Extra-americana y Etnohistoria. También se desempeñó como docente en la Facultad de Filosofía y Letras de la Universidad de Buenos Aires, y de la Universidad del Salvador. Su actividad docente también la desarrolló como profesora de Historia de la Escuela Superior del Profesorado San Agustín, del Instituto Argentino de Museología de Buenos Aires, fue asesora científica del Museo Municipal de Eldorado, e investigadora de Arqueología de la provincia de Misiones.
Sus investigaciones se centraron en el estudio arqueológico del Litoral y el Noreste argentino, especialmente en la provincia de Misiones, donde realizó su tesis doctoral a partir de la excavación del sitio Gruta 3 de Mayo cerca del municipio de Garuhapé, y continuó excavando otros sitios, valorizando la arqueología prehistórica de esta región del país. También incursionó en estudios etnohistóricos, especialmente en relación con las misiones jesuíticas del litoral. En los últimos años amplio sus estudios, junto con Carlota Sempe, hacia la investigación del Cementerio de La Plata, en especial en relación con su contexto histórico de fundación y la vinculación con los grupos masónicos.

## Publicaciones seleccionadas
- Rizzo, Antonia. (1967). Primeras noticias sobre excavación estratigráfica de una cueva en 3 de Mayo, Garuhape, Misiones. Anales de Arqueología y Etnología, XXII: 77-91.
- Rizzo, Antonia. (1968). Un yacimiento arqueológico en la provincia de Misiones. La Gruta Tres de Mayo. Tesis de Doctorado. Facultad de Filosofía, Letras y Ciencias del Hombre. Universidad Nacional de Rosario.
- Rizzo, Antonia. (1977). Consideraciones sobre el precerámico en el sureste de la Provincia de Misiones, R. A. Actas del V Encuentro de Arqueología del Litoral: 212-218. Fray Bentos.
- Cione, Alberto, Rizzo, Antonia y Tonni, Eduardo. (1977). Relación cultura aborigen-ambiente en un sitio de Rincón de Landa, Gualeguaychú, Entre Ríos, República Argentina. Nota preliminar. Actas del V Encuentro de Arqueología del Litoral: 123-141. Fray Bentos.
- Sempe, Carlota y Rizzo, Antonia. (2000). El uso del espacio entre cazadores recolectores y agricultores prehispánicos en Misiones, República Argentina. Actas del XX Encuentro de Geohistoria Regional: 927-937. IIGHI-Conicet. Resistencia.
- Rizzo, Antonia. (2001). Eldoradense: una tradición cerámica preguaranítica de la provincia de Misiones. Actas del XIII Congreso Nacional de Arqueología Argentina, Tomo I: 505-512. Córdoba.
- Sempe, Carlota y Rizzo, Antonia. (2003). El caso paradigmático de La Plata La Plata ciudad simbólica. Presencia Masónica en el Patrimonio Cultural Argentino. Temas de Patrimonio Cultural 8, pp. 109-147.
- Rizzo, Antonia. (2006). La importancia de la imprenta en las misiones de guaraníes (Siglos XVII y XVII). Signos Universitarios, 25 (2): 129-139.
- Rizzo, Antonia; Figini, Aníbal; Salceda, Susana y Tonni, Eduardo. (2006). Ocupación humana holocénica en el noreste de la mesopotamia: la Gruta Tres de Mayo (Garuhapé, Misiones, Argentina). Folia Histórica del Nordeste, 16: 131-137.